# South African Mint
De South African Mint is het nationale munthuis van Zuid-Afrika in  Centurion, Gauteng. De Munt opende in 1892 in Pretoria. De Munt slaat de munten van de Zuid-Afrikaanse rand en ook van de Zimbabwaanse Bond Coin, het Zuid-Soedanees pond, Zambiaanse kwacha.